# Box-office 2005 au Canada et aux États-Unis
Cet article traite du box-office de 2005 au Canada et aux États-Unis.

## Classement
| Rang | Titre                                                                  | Pays                  | Réalisateur                    | Budget en USD | Recettes      | Week End |
| ---- | ---------------------------------------------------------------------- | --------------------- | ------------------------------ | ------------- | ------------- | -------- |
| 1.   | Star Wars, épisode III : La Revanche des Sith                          | États-Unis d'Amérique | George Lucas                   | 113 000 000   | 380 270 577 $ | 22 (fin) |
| 2.   | Le Monde de Narnia : Le Lion, la Sorcière blanche et l'Armoire magique | États-Unis d'Amérique | Andrew Adamson                 |               | 291 710 957 $ | 22 (fin) |
| 3.   | Harry Potter et la coupe de feu                                        | États-Unis d'Amérique | Mike Newell                    |               | 290 013 036 $ | 20 (fin) |
| 4.   | La Guerre des mondes                                                   | États-Unis d'Amérique | Steven Spielberg               | 132 000 000   | 234 280 354 $ | 21 (fin) |
| 5.   | King Kong                                                              | États-Unis d'Amérique | Peter Jackson                  | 207 000 000   | 218 080 025 $ | 16 (fin) |
| 6.   | Serial noceurs                                                         | États-Unis d'Amérique | David Dobkin                   |               | 209 255 921 $ | 23 (fin) |
| 7.   | Charlie et la Chocolaterie                                             | États-Unis d'Amérique | Tim Burton                     | 150 000 000   | 206 459 076 $ | 21 (fin) |
| 8.   | Batman Begins                                                          | États-Unis d'Amérique | Christopher Nolan              | 150 000 000   | 205 343 774 $ | 20 (fin) |
| 9.   | Madagascar                                                             | États-Unis d'Amérique | Tom McGrath et Eric Darnell    |               | 193 595 521 $ | 20 (fin) |
| 10.  | Mr. et Mrs. Smith                                                      | États-Unis d'Amérique | Doug Liman                     | 122 000 000   | 186 336 279 $ | 27 (fin) |
| 11.  | Hitch, expert en séduction                                             | États-Unis d'Amérique | Andy Tennant                   | 70 000 000    | 179 495 555 $ | 13 (fin) |
| 12.  | Mi-temps au mitard                                                     | États-Unis d'Amérique | Peter Segal                    |               | 158 119 460 $ | 26 (fin) |
| 13.  | Les 4 Fantastiques                                                     | États-Unis d'Amérique | Tim Story                      |               | 154 696 080 $ | 25 (fin) |
| 14.  | Chicken Little                                                         | États-Unis d'Amérique | Mark Dindal                    |               | 135 386 665 $ | 23 (fin) |
| 15.  | Robots                                                                 | États-Unis d'Amérique | Chris Wedge et Carlos Saldanha |               | 128 200 012 $ | 26 (fin) |
| 16.  | Walk the Line                                                          | États-Unis d'Amérique | James Mangold                  |               | 119 519 402 $ | 24 (fin) |
| 17.  | Baby-Sittor                                                            | États-Unis d'Amérique | Adam Shankman                  |               | 113 086 868 $ | 19 (fin) |
| 18.  | Braqueurs amateurs                                                     | États-Unis d'Amérique | Dean Parisot                   |               | 110 332 737 $ | 10 (fin) |
| 19.  | 40 ans, toujours puceau                                                | États-Unis d'Amérique | Judd Apatow                    |               | 109 449 237 $ | 17 (fin) |

## Classement par Week End
| #  | Date              | Film no 1                                                              | Recettes      |
| -- | ----------------- | ---------------------------------------------------------------------- | ------------- |
| 1  | 7 janvier 2005    | Mon beau-père, mes parents et moi                                      | 28 498 160 $  |
| 2  | 14 janvier 2005   | Coach Carter                                                           | 24 182 961 $  |
| 3  | 21 janvier 2005   | On arrive quand ?                                                      | 18 575 214 $  |
| 4  | 28 janvier 2005   | Trouble Jeu                                                            | 21 959 233 $  |
| 5  | 4 février 2005    | Boogeyman - La porte des cauchemars                                    | 19 020 655 $  |
| 6  | 11 février 2005   | Hitch, expert en séduction                                             | 43 142 214 $  |
| 7  | 18 février 2005   | Hitch, expert en séduction                                             | 31 355 930 $  |
| 8  | 25 février 2005   | Hitch, expert en séduction                                             | 20 420 799 $  |
| 9  | 4 mars 2005       | Baby-Sittor                                                            | 30 552 694 $  |
| 10 | 11 mars 2005      | Robots                                                                 | 36 045 301 $  |
| 11 | 18 mars 2005      | Le Cercle 2                                                            | 35 065 237 $  |
| 12 | 25 mars 2005      | Black/White                                                            | 20 671 446 $  |
| 13 | 1er avril 2005    | Sin City                                                               | 29 120 273 $  |
| 14 | 8 avril 2005      | Sahara                                                                 | 18 068 372 $  |
| 15 | 15 avril 2005     | Amityville                                                             | 23 507 007 $  |
| 16 | 22 avril 2005     | L'Interprète                                                           | 22 822 455 $  |
| 17 | 29 avril 2005     | H2G2 : le guide du voyageur galactique                                 | 21 103 203 $  |
| 18 | 6 mai 2005        | Kingdom of Heaven                                                      | 19 635 996 $  |
| 19 | 13 mai 2005       | Sa mère ou moi !                                                       | 23 105 133 $  |
| 20 | 20 mai 2005       | Star Wars, épisode III : La Revanche des Sith                          | 108 435 841 $ |
| 21 | 27 mai 2005       | Star Wars, épisode III : La Revanche des Sith                          | 55 205 972 $  |
| 22 | 3 juin 2005       | Madagascar                                                             | 28 110 235 $  |
| 23 | 10 juin 2005      | Mr. et Mrs. Smith                                                      | 50 342 878 $  |
| 24 | 17 juin 2005      | Batman Begins                                                          | 48 745 440 $  |
| 25 | 24 juin 2005      | Batman Begins                                                          | 27 589 389 $  |
| 26 | 1er juillet 2005  | La Guerre des mondes                                                   | 64 525 239 $  |
| 27 | 8 juillet 2005    | Les 4 Fantastiques                                                     | 56 061 504 $  |
| 28 | 15 juillet 2005   | Charlie et la Chocolaterie                                             | 56 178 450 $  |
| 29 | 22 juillet 2005   | Charlie et la Chocolaterie                                             | 28 253 338 $  |
| 30 | 29 juillet 2005   | Serial noceurs                                                         | 20 023 159 $  |
| 31 | 5 aout 2005       | Shérif, fais-moi peur                                                  | 30 675 314 $  |
| 32 | 12 aout 2005      | Quatre frères                                                          | 21 176 925 $  |
| 33 | 19 aout 2005      | 40 ans, toujours puceau                                                | 21 422 815 $  |
| 34 | 26 aout 2005      | 40 ans, toujours puceau                                                | 16 275 895 $  |
| 35 | 2 septembre 2005  | Le Transporteur II                                                     | 16 540 720 $  |
| 36 | 9 septembre 2005  | L'Exorcisme d'Emily Rose                                               | 30 054 300 $  |
| 37 | 16 septembre 2005 | Et si c'était vrai...                                                  | 16 408 718 $  |
| 38 | 23 septembre 2005 | Flight Plan                                                            | 24 629 938 $  |
| 39 | 20 septembre 2005 | Flight Plan                                                            | 14 805 739 $  |
| 40 | 7 octobre 2005    | Wallace et Gromit : Le Mystère du lapin-garou                          | 16 025 987 $  |
| 41 | 14 octobre 2005   | Fog                                                                    | 11 752 917 $  |
| 42 | 21 octobre 2005   | Doom                                                                   | 15 488 870 $  |
| 43 | 28 octobre 2005   | Saw 2                                                                  | 31 725 652 $  |
| 44 | 4 novembre 2005   | Chicken Little                                                         | 40 049 778 $  |
| 45 | 11 novembre 2005  | Chicken Little                                                         | 31 653 590 $  |
| 46 | 18 novembre 2005  | Harry Potter et la Coupe de feu                                        | 102 335 066 $ |
| 47 | 25 novembre 2005  | Harry Potter et la Coupe de feu                                        | 54 727 138 $  |
| 48 | 2 décembre 2005   | Harry Potter et la Coupe de feu                                        | 19 878 136 $  |
| 49 | 9 décembre 2005   | Le Monde de Narnia : Le Lion, la Sorcière blanche et l'Armoire magique | 65 556 312 $  |
| 50 | 16 décembre 2005  | King Kong                                                              | 50 130 145 $  |
| 52 | 23 décembre 2005  | King Kong                                                              | 21 313 931 $  |
| 53 | 30 décembre 2005  | Le Monde de Narnia : Le Lion, la Sorcière blanche et l'Armoire magique | 25 720 000 $  |